# Каприља (Мачерата)
Каприља (итал. Capriglia) насеље је у Италији у округу Мачерата, региону Марке.
Према процени из 2011. у насељу је живело 42 становника. Насеље се налази на надморској висини од 443 м.